# Baldwin I (cesarz łaciński)
Baldwin I Flandryjski (ur. w lipcu 1172, zm. w 1205) – pierwszy cesarz Cesarstwa Łacińskiego jako Baldwin I, hrabia Flandrii (jako Baldwin IX) i Hainaut (jako Baldwin VI), jeden z przywódców IV wyprawy krzyżowej, której efektem było zdobycie Konstantynopola i podbicie większej części Cesarstwa Bizantyjskiego.

## Dzieciństwo i młodość
Baldwin był synem Baldwina V z Hainaut i Małgorzaty I, hrabiny Flandrii, siostry Filipa Alzackiego. Po bezpotomnej śmierci Filipa, tytuł i władzę nad Flandrią odziedziczył jego szwagier Baldwin V (jako Baldwin VIII), a po nim jego syn (siostrzeniec Filipa) Baldwin VI (jako Baldwin IX).
W 1186 Baldwin wziął ślub z Marią z Szampanii (zm. 1204), córką hrabiego Henryka I z Szampanii i Marii, córki króla Francji Ludwika VII. Według przekazu kronikarza Gisleberta małżeństwo było zawarte z miłości i bardzo udane, choć Baldwin wykazywał więcej predylekcji do modlitw niż do łożnicy.
Maria pochodziła z rodu krzyżowców: jej brat, Henryk II z Szampanii, był królem Królestwa Jerozolimy w latach 1192–1197, jej wujowie, król Francji Filip II August i król Anglii Ryszard I Lwie Serce, byli uczestnikami III wyprawy krzyżowej. Także ród hrabiów Flandrii był związany z wyprawami krzyżowymi – wuj Baldwina Filip uczestniczył w dwóch krucjatach (zmarł na zarazę pod murami Akki).
W 1195, po śmierci rodziców, Baldwin odziedziczył Flandrię i Hainaut.

## Hrabia Flandrii i Hainaut

Herb hrabiów Flandrii

Baldwin odziedziczył Flandrię znacznie pomniejszoną, gdyż jego wuj Filip przekazał znaczną część hrabstwa (wydzieloną w odrębne hrabstwo Artois) jako posag siostrze Baldwina, Izabelli z Hainaut, przy jej małżeństwie z królem Francji, Filipem II Augustem. Mimo śmierci Izabelli w 1190 król Filip August zatrzymał posag jako uposażenie dla syna, przyszłego króla Francji Ludwika VIII. Zabiegi Baldwina o zwrot tych ziem uwieńczone zostały w 1200 traktatem z Péronne, na mocy którego król Filip II August zwrócił większą część hrabstwa.
W swojej walce z Filipem Augustem Baldwin sprzymierzył się z głównymi oponentami francuskiego władcy – królami Anglii Ryszardem Lwie Serce i Janem bez Ziemi oraz królem Niemiec Ottonem IV.
Wkrótce po zawarciu traktatu 23 lutego 1200 w Brugii Baldwin podjął zobowiązanie uczestniczenia w wyprawie krzyżowej. Po dwuletnich przygotowaniach 14 kwietnia 1202 wyruszył ostatecznie w drogę. Sposobiąc swoje posiadłości na dłuższą nieobecność, wydał dwa ważne statuty. Jeden z nich jest szczegółowym kodeksem karnym, drugi opisuje reguły dziedziczenia. Obydwa statuty są ważnymi elementami tradycji prawnej współczesnej Belgii.
Wraz z Baldwinem na wyprawę krzyżową wyruszyli jego bracia – Henryk i Eustachy, kasztelan Brugii – Jan z Nesle, hrabia Hugon de Saint-Pol na czele rycerstwa z Pikardii oraz hrabia Godfryd z Perche wraz z bratem Stefanem. Krzyżowcy spotkali się w marcu 1200 w Soissons, aby omówić plan przygotowań. Zadecydowano tam o wysłaniu poselstwa do miast włoskich z prośbą o pomoc w przewiezieniu armii krzyżowej. Hrabiego Baldwina reprezentowali Conon de Béthune i Alard Maquerau.
Baldwin pozostawił w Hainaut dwuletnią córkę i ciężarną żonę. Przez pierwsze dwa lata hrabina Maria sprawowała rządy we Flandrii i w Hainaut w imieniu męża. W początkach 1204 wyruszyła samotnie na wschód, aby połączyć się z Baldwinem. Młodszy brat Baldwina, Filip z Namur, został wówczas regentem Flandrii i opiekunem córek brata. Regentem Hainaut został wuj Baldwina, William z Thy, nieślubny syn Baldwina IV z Hainaut.
W międzyczasie, w wyniku intryg weneckiego doży Enrico Dandolo, IV wyprawa krzyżowa została skierowana do Konstantynopola. Jej celem było przywrócenie tronu księciu Aleksemu IV. Po bezskutecznej demonstracji siły na wodach otaczających Konstantynopol, krzyżowcy podjęli decyzję o ataku. Baldwin miał prowadzić straż przednią. Atak rozpoczął się 5 lipca i oddziałom Baldwina udało się zająć obóz cesarza Aleksego III. Kolejne dni nie przyniosły już takich sukcesów, dopóki 17 lipca Aleksy III nie zwątpił w skuteczność dalszej obrony i nie uciekł z miasta. Następnego dnia tłum uwolnił z więzienia obalonego w 1195 Izaaka II Angelosa (ojca pretendenta) i otworzył bramy krzyżowcom.
Na początku 1204 kolejny przewrót pałacowy wyniósł na tron Aleksego V Murzuflosa. Łacinnicy zostali wyparci z Konstantynopola, ale byli już zdeterminowani wziąć miasto siłą. Skuteczny okazał się atak z 12 kwietnia, kiedy krzyżowcom udało się zdobyć mury. Baldwin zajął porzucone namioty cesarskie (cesarz Aleksy V uciekł z miasta). Następne dni to czas plądrowania miasta i rzezi ludności. Trwało to do 16 kwietnia. Przystąpiono natychmiast do organizacji nowego państwa.

## Cesarz łaciński

Herb Cesarstwa Łacińskiego

Koronę cesarską zaproponowano najpierw Henrykowi Dandolo, który jednak odmówił jej przyjęcia. Kolejnymi kandydatami byli Baldwin i markiz Bonifacy z Montferratu. O rywalizacji między hrabią a markizem świadczy umowa z okresu między 25 kwietnia a 9 maja, mówiąca, że zwycięzca nada drugiemu kandydatowi dobra lenne w Azji Mniejszej i na jakiejś „wyspie w Grecji”. Większe szanse na cesarską koronę miał Bonifacy, cieszący się poparciem krzyżowców i ludności Konstantynopola. Kandydatura potężnego markiza nie odpowiadała jednak Wenecjanom. Na elekcji, która odbyła się 9 maja, jeden z weneckich elektorów, Pantaleon Barbo, zgłosił kandydaturę Baldwina. Po kilkugodzinnej dyskusji biskup Nevelon z Soissons obwieścił ludowi wybór Baldwina na cesarza łacińskiego Konstantynopola. Cesarz elekt został przez tłum podniesiony do góry i zaniesiony najpierw do Hagia Sofia, a potem do pałacu Bukoleon.
Koronacja odbyła się 16 maja 1204. Baldwina wyprowadzono z Bukoleonu i zaniesiono do Hagia Sofia. Tam ubrano go w strój koronacyjny składający się z krótkich, jedwabnych spodni, chitonu ze złotymi guzikami oraz tkanego złotem palium. W tym stroju poprowadzono Baldwina przed ołtarz. Tam hrabia Ludwik I z Blois wręczył mu sztandar, a Hugon z Saint-Pol miecz. Markiz Bonifacy w asyście dwóch biskupów oczekiwał na Baldwina z koroną. Ten podszedł do ołtarza, uklęknął, zdjęto z niego chiton i palium, biskupi wzięli od markiza koronę, pobłogosławili ją i włożyli na głowę Baldwina. Na szyi zawiesili mu wielki kamień, zakupiony jeszcze przez Manuela I. Z berłem i jabłkiem w ręku zasiadł na tronie i wysłuchał mszy. Następnie wsiadł na białego konia i pojechał do Bukoleonu, gdzie zasiadł na cesarskim tronie, dopełniając bizantyjskiego ceremoniału. Po koronacji cesarz wysłał list do papieża Innocentego, opisując przebieg krucjaty.
Żona Baldwina Maria, nieświadoma przebiegu IV wyprawy krzyżowej, dopłynęła do Akki, gdzie dotarły do niej wiadomości o koronacji męża. Zmarła na zarazę w sierpniu 1204, zanim dotarła do Konstantynopola.
Cesarstwo Łacińskie oparte było na zasadach feudalnych. Cesarz był suzerenem książąt, którzy otrzymali część podbitych terytoriów (lenno). Terytoria pod bezpośrednią władzą cesarza składały się z miasta Konstantynopol, terenów bezpośrednio przylegających do niego, zarówno po stronie europejskiej, jak i azjatyckiej oraz szeregu wysp (między innymi Lesbos, Lemnos, Chios i Tenos). Ponieważ krzyżowcy sprawowali kontrolę praktycznie tylko nad Konstantynopolem, priorytetowym zadaniem nowo powstałego państwa było zdobycie Salonik i złamanie bizantyjskiego oporu w Tracji. Baldwin napotkał w tym przedsięwzięciu opór ze strony kontrkandydata do tronu cesarskiego, Bonifacego z Montferrat, któremu nadał znaczne obszary w Macedonii wraz z tytułem króla Tesaloniki. Bonifacy spodziewał się uniezależnić od Baldwina i dlatego bojkotował jego projekt marszu i zdobycia Salonik, a zamiast tego obległ kontrolowany przez Baldwina Adrianopol. Wojna domowa wisiała na włosku, zwłaszcza że wśród krzyżowców dochodziło też do konfliktów narodowościowych. Mediacja doży weneckiego i hrabiego Ludwika z Blois zażegnała konflikt. W zamian za uznanie zwierzchnictwa Baldwina Bonifacy uzyskał potwierdzenie nadania lenna i dowództwo nad siłami krzyżowców operującymi w Grecji.
Zimą 1204–1205 Baldwin, przy pomocy swojego brata Henryka, rozszerzał tereny cesarstwa w Bitynii. W lutym 1205 nastąpiła jednak rewolta grecka w Tracji, której mieszkańcy zwrócili się do bułgarskiego cara Kałojana o opiekę. Powstańcy usunęli łaciński garnizon Adrianopolu, na co Baldwin zareagował oblężeniem miasta. Rozpoczęło się ono 29 marca 1205. Znacznie liczniejsze siły bułgarskie pod dowództwem Kałojana wyruszyły na odsiecz. 14 kwietnia 1205 pod murami Adrianopola siły bułgarskie stoczyły decydującą bitwę z łacinnikami. Brak jednolitego dowództwa i nadmierna brawura zachodniego rycerstwa sprawiły, że liczniejsze wojska bułgarskie nie miały problemów z otoczeniem obozu krzyżowców. Baldwin oświadczył, że nie ucieknie z pola bitwy. Do wieczora wojsko cesarstwa łacińskiego przestało istnieć. Na polu bitwy pozostało wielu największych dygnitarzy nowego Cesarstwa (Ludwik z Blois, biskup Piotr z Betlejem i inni). Pod osłoną nocy krzyżowcy opuścili plac boju.
Ponieważ los cesarza był nieznany, jego młodszy brat Henryk objął regencję. W połowie lipca 1205 potwierdzona została śmierć Baldwina w niewoli, choć jej okoliczności pozostają do dziś niejasne. Według listu, który car Kałojan napisał do papieża Innocentego III, Baldwin zmarł w niewoli z przyczyn naturalnych. Ludowa legenda bułgarska głosi, że przyczyną śmierci cesarza był romans z żoną cara Kałojana. Zdradzony car rozkazał obciąć Baldwinowi ręce i stopy i zrzucić do wąwozu. Według innej hipotezy Kałojan rozkazał egzekucję więźnia w ataku furii po rewolcie mieszkańców Philippopolis, którzy przekazali miasto Frankom. Jedna z wież twierdzy Wielkiego Tyrnowa nosi wciąż nazwę „Wieży Baldwina”.

## Dzieci i następcy
Brat Baldwina, Henryk, objął regencję w lipcu 1205, a w sierpniu tego roku został koronowany na cesarza. Drugi brat, Filip z Namur, pełnił funkcję regenta hrabstwa Flandrii aż do osiągnięcia pełnoletniości przez córki Baldwina, Joannę i Małgorzatę.

## Fałszywy Baldwin
W 1225 we Flandrii pojawił się człowiek Bertrand z Ray, podający się za zmarłego Baldwina. Jego obecność spowodowała niepokój w hrabstwie, a nawet zamieszki przeciwko rządom córki Baldwina, Joanny. Uzurpator został schwytany i skazany na śmierć w październiku 1225 w Lille.